# سام فیلیپس

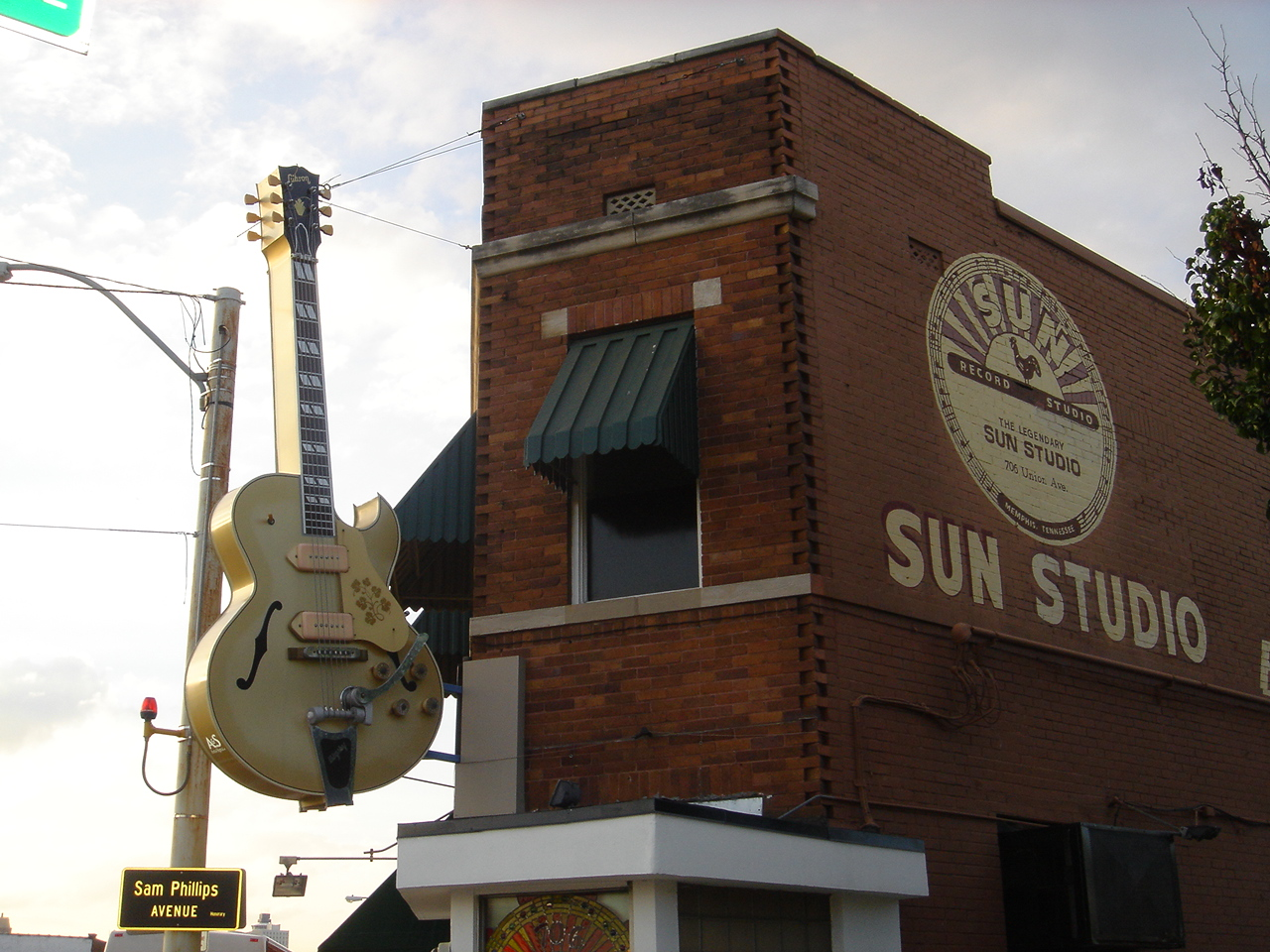
استودیوسان در تقاطع خیابان سام فیلیپس، ممفیس

سام فیلیپس (زاده: ۵ ژانویه ۱۹۲۳ - درگذشته ۳۰ ژوئیه ۲۰۰۳) یک بازرگان، تهیه‌کننده موسیقی و دی‌جی آمریکایی بود که نقش مهمی در به وجود آمدن راک اند رول به عنوان یک شکل موسیقی پرطرفدار در دهه ۱۹۵۰ داشت.

او پایه‌گذار هم‌سان استودیو و هم‌سان رکوردز در ممفیس، تنسی بود. از طریق سان او هنرمندان بااستعداد زیادی مانند هاولین وولف، کارل پرکینز، جری لی لوئیس و جانی کش را کشف کرد. اوج موفقیت او در راه‌اندازی حرفه‌ای الویس پریسلی در سال ۱۹۵۴ بود.